# Herb Kamiennej Góry
Herb Kamiennej Góry – jeden z symboli miasta Kamienna Góra w postaci herbu. Wzór herbu Kamiennej Góry reguluje uchwała nr IX/57/15 Rady Miejskiej w Kamiennej Górze z 16 sierpnia 2015.. Herb, który stanowi rekonstrukcję na podstawie XIII-wiecznej pieczęci, przeprowadzoną przez heraldyka Roberta Szydlika, został pozytywnie zaopiniowany przez Komisję Heraldyczną.

## Wygląd i symbolika
Herbem miasta jest tarcza herbowa dwudzielna w słup. W polu prawym, błękitnym, znajduje się prawa połowa ceglanego i blankowanego muru obronnego, z ciosów białych. Na murach znajdują się dwie blankowane baszty ceglane białe zwieńczone stożkowymi hełmami barwy czerwonej, gdzie na prawym hełmie jest kula złota, a na lewym hełmie sześciopromienna gwiazda złota. W murach widoczne jest pół bramy otwartej z łukiem trójlistnym. W polu lewym, czerwonym, znajduje się rycerz srebrny (biały) w kolczudze, napierśniku i hełmie garczkowym z pióropuszem. W lewej ręce trzyma okrągłą tarczę złotą (żółtą) z umbem, skierowaną w lewą stronę, a w prawej - uniesiony ku górze miecz srebrny (biały) ze złotą (żółtą) rękojeścią. Zza pleców rycerza ukośnie w dół, w stronę prawą, wystaje pochwa złota (żółta).

## Historia
Herb miasta Landeshut ma głęboko zakorzenione tradycje w pieczęciach, które powstały w XIV i XV wieku. Najstarsza pieczęć z 1334 roku, przedstawiająca rycerza z mieczem i tarczą, symbolizowała obronę miasta, którego mury oraz wieże stanowiły główne elementy wizerunku. Rycerz wskazujący na bramę miejską podkreślał znaczenie ochrony mieszkańców. W kolejnych pieczęciach z XIV i XV wieku, jak pieczęć z 1409 roku, widoczna była brama i wieża, które podkreślały symbolikę obrony miasta, natomiast pieczęć z 1405 roku była używana przez ławników i zawierała dodatkowe elementy takie jak gwiazdy, słońce i półksiężyc.
Po zniszczeniu tych pieczęci w trakcie wojny trzydziestoletniej, magistrat w XVII wieku zlecił wykonanie nowej pieczęci, która zawierała nowy wizerunek rycerza, określanego jako „Polacken” z powodu charakterystycznej odzieży i hełmu, który różnił się od tradycyjnego przedstawienia rycerzy. Ta zmiana była związana z kulturowymi i społecznymi wpływami, które kształtowały wizerunek miast w tym okresie.
Heraldyka miast w dużej mierze była związana z ich historycznym kontekstem i elementami architektonicznymi, które były odzwierciedleniem znaczenia obronności i tożsamości miast w średniowieczu. Barwa srebrna (biała) i czerwona często pojawiały się w heraldyce miast, symbolizując trwałość i siłę obronną. Czerwona barwa pola herbowego wskazywała na szczególną rangę miasta, którego herb został zachowany w dokumentach z okresu XVII wieku. Kamienna Góra, w 1515 roku, otrzymała przywilej stosowania czerwonego wosku, który był zarezerwowany dla pieczęci królewskich i cesarskich. Wizerunek herbu ukazywał rycerza skierowanego w lewo, trzymającego tarczę w lewej ręce, a w prawej uniesiony miecz. Po lewej stronie, na niebieskim tle, znajdował się mur obronny z krenelażem i bramą miejską, natomiast w tle widać było wieżę obronną. Tarcza herbu była podzielona na dwie części: prawą, białą na błękitnym tle, oraz lewą, białą (srebrną) na czerwonym tle. Wizerunek księcia, umieszczony w herbie, przedstawiał go jako obrońcę miasta, co miało na celu podkreślenie jego roli w zapewnieniu bezpieczeństwa mieszkańcom. Obecność murów obronnych oraz bramy miejskiej symbolizowała obronny charakter miasta. Brama była także znakiem praw miejskich, ponieważ pełniła funkcje celne i handlowe, stanowiąc centrum wymiany towarowej. Władze miejskie umieszczały herb na budowlach jako znak własnościowy, co miało na celu identyfikację i ochronę mienia.
W XV i XVI wieku nadanie herbu Wrocławiowi przez cesarza Ferdynanda w 1530 roku miało znaczący wpływ na zainteresowanie herbami miast w regionie Śląska. Wizerunki herbu miasta Kamienna Góra są znane z zachowanych tłoków pieczęci miejskich oraz ich odcisków, a także z przedstawień herbu na obiektach zabytkowych. Najstarszy zachowany wizerunek herbu pochodzi z małej pieczęci miejskiej, wykonanej w drugiej połowie XVII wieku. Tłok tej pieczęci przedstawiał rycerza, trzymającego tarczę i miecz, a obok niego – wieże miejskie. W tle widoczna była brama miejska, otoczona murami obronnymi. Herb ten był ozdobiony ornamentem liściastym, a na obwodzie pieczęci widniał napis „SIGILLUM MINUS CIVITATIS LANDESHUTIENS”.
Kamienna Góra miała także prawo do używania korony muralnej, symbolizującej szczególne zasługi miasta w obronie podczas najazdu husytów w 1426 roku. Korona ta, z liczbą wież zależną od wielkości miasta, była przyznawana miastom o większym znaczeniu obronnym. W przypadku miast powyżej 100 000 mieszkańców, korona składała się z pięciu wież, podczas gdy dla mniejszych miast wystarczały trzy wieże.
Wizerunki herbu miasta, w tym na wyrobach cechowych, takich jak cynowe naczynia, były powszechnie stosowane, a pieczęci miejskie, takie jak ta z 1697 roku, były używane aż do XIX wieku. W 1840 roku, po zmianie nazwy miasta na Kamienna Góra, pieczęć wciąż zawierała starą pisownię nazwy „Landeshut”.
Punca miasta, znajdująca się na dzbanie cechu kowali z 1763 roku, wykonana przez mistrza kamiennogórskiego Carla Heinricha Johna starszego w latach 1742-1785, przedstawiała herb z trzema wieżami o tej samej wysokości po prawej stronie, a po lewej stronie stał rycerz.
Miedzioryt z 1776 roku, wykonany przez Fridricha Eckartha, ukazywał panoramę Kamiennej Góry, w której zawarto oryginalny wizerunek herbu miejskiego: trzy wieże, a nad nimi znajdował się kapelusz, co miało nawiązywać do literalnej interpretacji nazwy miasta. Obok panoramy miasta umieszczono również herb rodziny von Zettritz (Czettritz), ponieważ miasto Kamienna Góra zostało w 1449 roku nadane Hermannowi von Czettritzowi, właścicielowi Grodna, Książa, Czarnego Boru, zamku Nowy Dwór, Grząd oraz zamku Wojaczów (Conradswaldau) przez króla Niemiec Fryderyka III, działającego w imieniu młodego króla czeskiego Władysława Pogrobowca. W trzeciej ćwierci XVIII wieku wizerunek herbu, opisany przez Zimmermanna, przedstawiał dwie wieże oraz bramę miejską, a także „eine Pohle”, czyli rycerza z mieczem i tarczą trzymaną przed sobą.
Herb miasta z dwiema wieżami występował na małej pieczęci miejskiej w latach 1785-1834, na której widniał napis: LANDESHUTIENS....SIGILLUM MINUS CIVITATIS oraz STADT CAMMEREY ZU LANDESHUT. Herb ten pojawił się także w Encyklopedii wydanej w 1794 roku, gdzie zawierał dwie wieże, mur obronny oraz stojącego rycerza z tarczą i mieczem, a przed nim znajdował się „Pohle mit entblößtem Säbel”, czyli rycerz z odsłoniętym szablą i tarczą trzymaną w lewej ręce. Tłok małej pieczęci miejskiej z XVII wieku, wykonany z mosiądzu, odlewany, cyzelowany i grawerowany, przechowywany w Muzeum Tkactwa w Kamiennej Górze, przedstawiał herb miasta. Herb miasta na pieczęci miejskiej, znajdującej się na dokumentach z 1851 i 1896 roku, przedstawiał rycerza oraz trzy wieże o różnych wysokościach za murem. Ta wersja herbu była stosowana do około 1900 roku. Pieczęć z tym herbem, z napisem w otoku SIEGEL DES MAGISTRATS ZV LANDESHVT oraz trzema wieżami różnej wysokości, była używana w XIX wieku.
Po wybudowaniu nowego ratusza administracja miasta przeniosła się do nowej siedziby, a wówczas zamówiono nowe pieczęcie miejskie. Tłok pieczęci magistratu Kamiennej Góry z około 1905 roku, wykonany z mosiądzu, odlewany, cyzelowany i grawerowany, zawierał inskrypcję w otoku sznurowym: DER MAGISTRAT ZV LANDESHUT I SCHL. (średnica 52 mm). Na pieczęci przedstawiono rycerza w prawym polu, natomiast w lewym polu widniały zabudowania bramy, z murem i dwiema wieżami o różnej wysokości, zakończonymi krenelażem oraz hełmem stożkowym, zwieńczonym kulą i gwiazdą.

## Dawne herby Kamiennej Góry

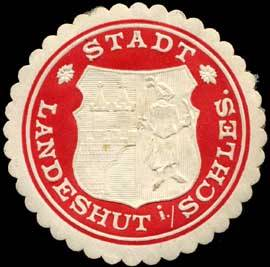
Pieczęć miejska (1850 - 1923)
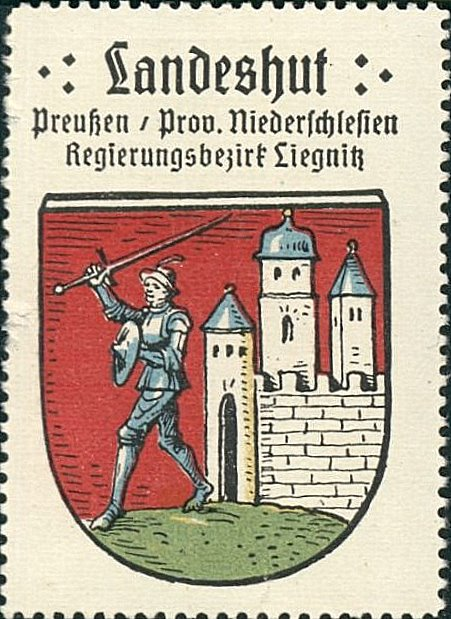
Nalepka z lat 20. XX wieku
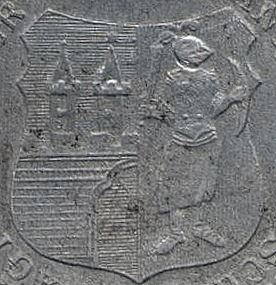
Moneta zastępcza z lat dwudziestych XX wieku
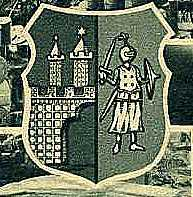
Fragment karty reklamowej z 1934 r.
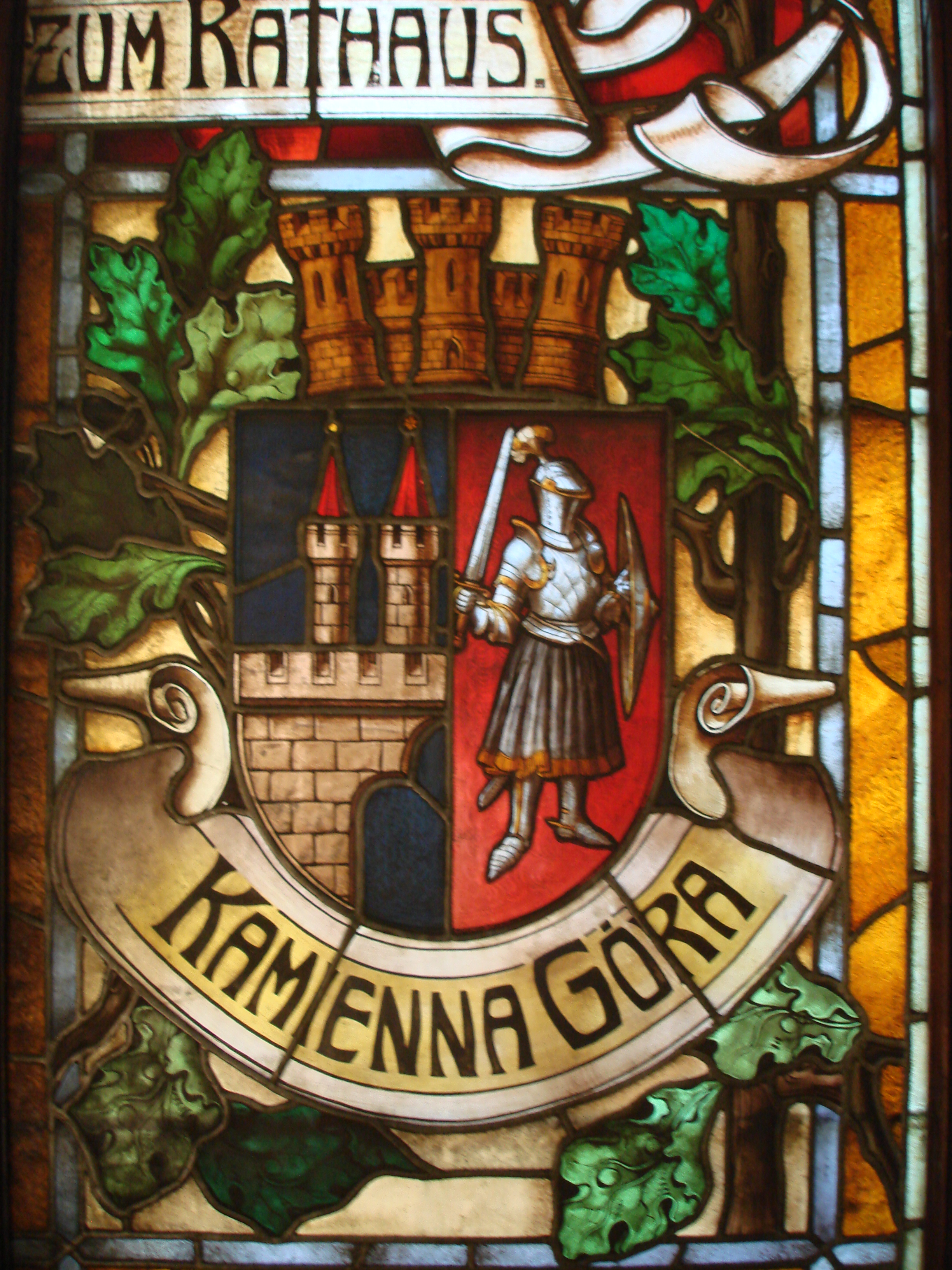
Witraż w holu kamiennogórskiego ratusza
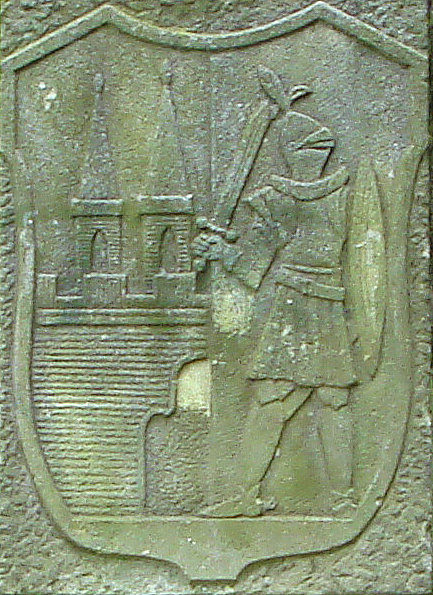
Obelisk na skwerze Langhansa
Stary herb Kamiennej Góry
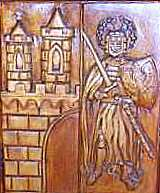
Sala witrażowa kamiennogórskiego ratusza
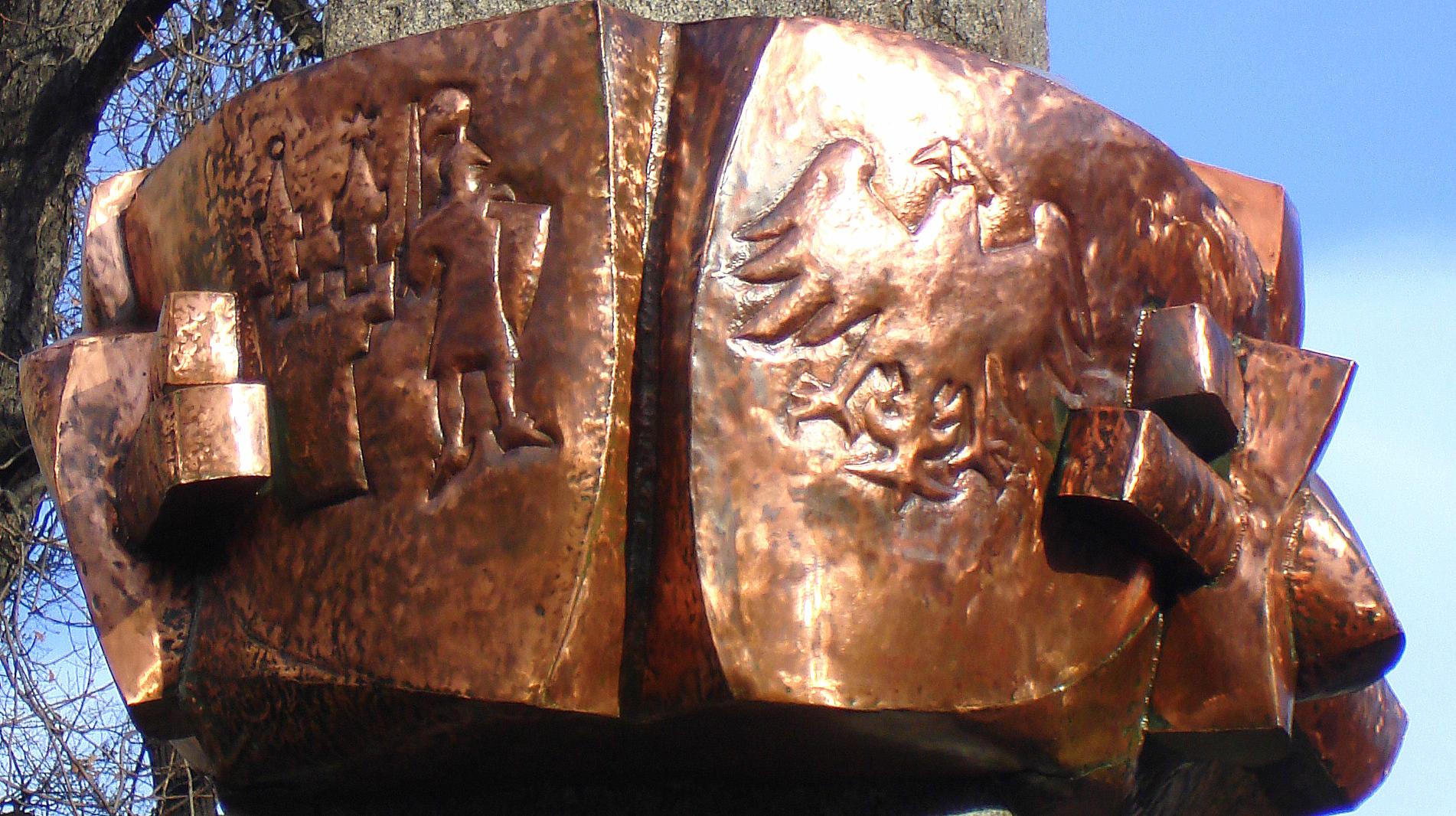
Stylizowany herb miasta Kamiennej Góry na pomniku przy ul. Wojska Polskiego
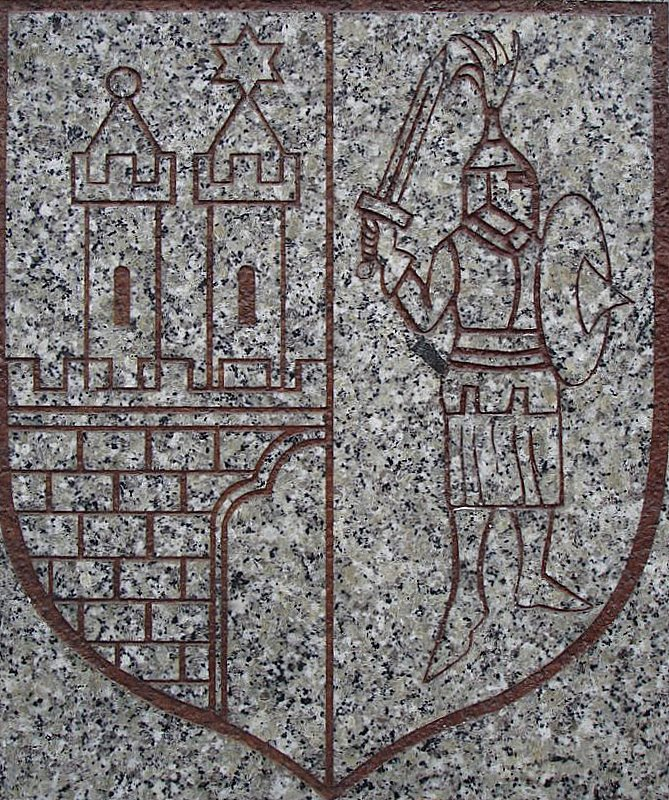
Zegar słoneczny na pl. Browarowym
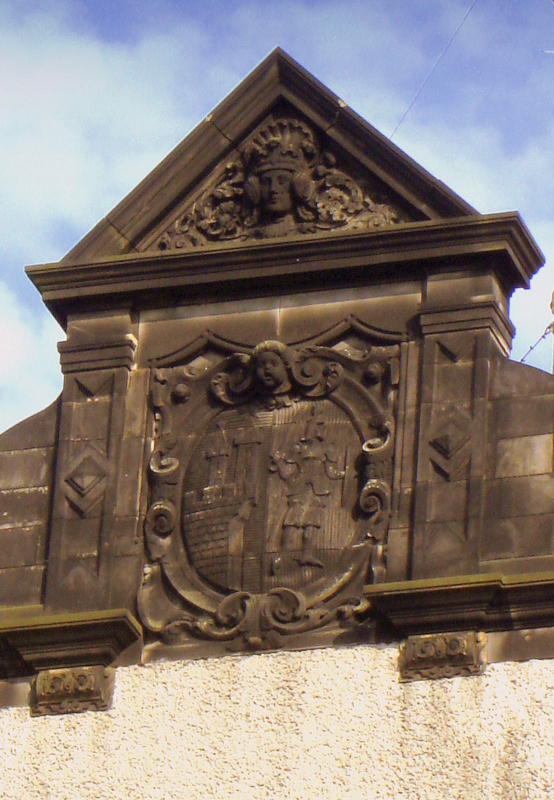
Herb miasta na fasadzie ratusza
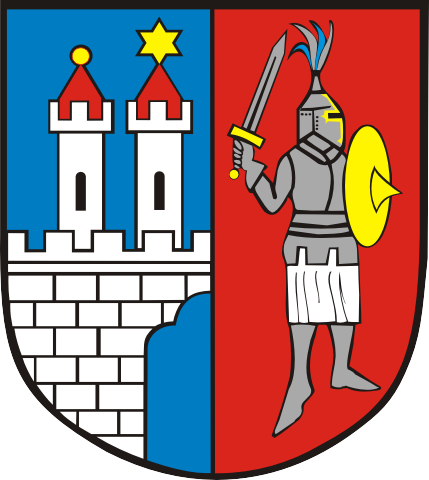